# イルディコ

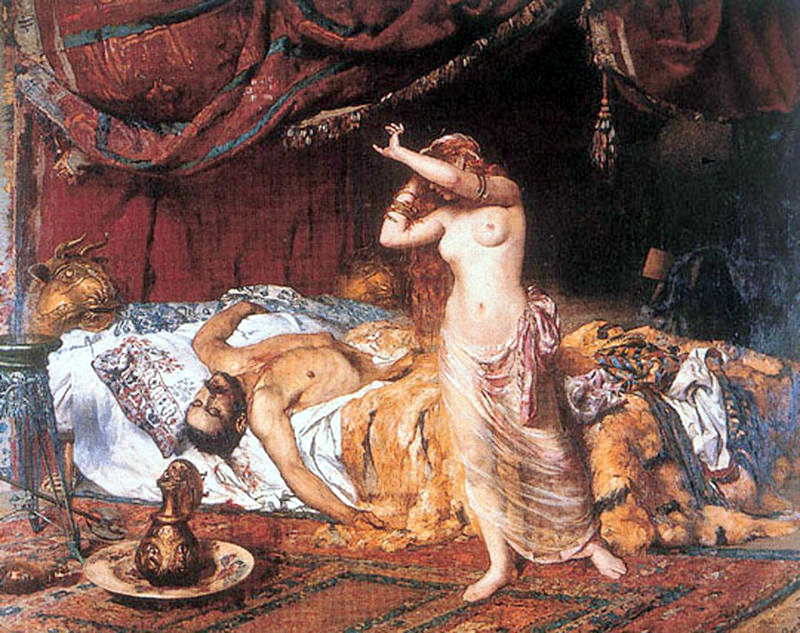
『アッティラの死』ペシカ・フェレンツ

イルディコ（Ildikó、Ildoco、fl. 453年ころ）は、フン族の王アッティラの最後の妻。彼女の名は、東ゲルマン語群のものであり、ゴート族出身であった可能性がある。プリスクスによるとしてヨルダネスの『ゲチカ (Getica)』が伝えるところでは、アッティラは、453年にイルディコとの結婚の祝宴を開いた後、重篤な鼻血を引き起こして呼吸困難に陥り、昏睡状態となって絶命したという。

歴史家プリスクスによれば、死の直前、既に何人もの妻をもっていた彼は、イルディコという名の非常に美しい少女と、部族のしきたりに従って結婚式を挙げた。結婚式の場で、彼は喜び過ぎているように振る舞い、ワインを飲みすぎて仰向けになって寝込んだが、大量の鼻出血を起こし、普通なら鼻から下る出血が、そのように流れ出ることができずに喉に回って窒息を引き起こし、彼を死に至らしめた。こうして、泥酔が、戦場に名を馳せた王に不名誉な死をもたらしたのである。翌日、午前中の遅い時刻になってから、何らかの災いを懸念した宮廷の者たちが大きな声をあげ、さらにドアを破って部屋に入った。すると、アッティラは既に大量の血の海の中で死んでおり、傷はどこにもなく、顔を伏せた少女がベールを被って涙を流していた。
一部の著作家たちは、イルディコを『ニーベルングの指環』の伝説に登場するクリームヒルトと結びつけて、イルディコが意図してアッティラを殺し、同族を殺されたことに復讐したのではないかと考えている。